# Nymphidium guyanensis
Espèce
Nymphidium guyanensis est une espèce d'insectes lépidoptères (papillons) appartenant à la famille des Riodinidae, à la sous-famille des Riodininae et au genre Nymphidium.

## Taxonomie
Nymphidium guyanensis a été décrit par Jean-Yves Gallard et Christian Brévignon en 1989.

## Écologie et distribution
Nymphidium  guyanensis n'est présent qu'en Guyane.

### Protection
Pas de statut de protection particulier.